# Mieczyk gandawski
Mieczyk gandawski (Gladiolus ×gandavensis) – mieszaniec roślin z rodziny kosaćcowatych. Powstał w wyniku krzyżówki gatunków Gladiolus psittacinus i Gladiolus cardninalis.

## Morfologia
PokrójBylina do 1,2 metra wysokości posiadająca łodygę w dolnej części u nasady przekształconą w rodzaj bulwocebuli.
LiścieW kształcie mieczowatym.
KwiatyDuże, koloru od białego, poprzez kolory żółty, czerwony, szkarłat po lila. zebrane są w szczytowe grono.

## Zastosowanie
Jest uprawiany jako ozdobna roślina gruntowa dająca wiele możliwości kolorystyki kwiatów w wyniku możliwości jej krzyżowania.